# Liste der Bodendenkmäler in Niederwerrn
Auf dieser Seite sind die Bodendenkmäler in der unterfränkischen Gemeinde Niederwerrn zusammengestellt. Diese Tabelle ist eine Teilliste der Liste der Bodendenkmäler in Bayern. Grundlage ist die Bayerische Denkmalliste, die auf Basis des Bayerischen Denkmalschutzgesetzes vom 1. Oktober 1973 erstmals erstellt wurde und seither durch das Bayerische Landesamt für Denkmalpflege geführt wird. Die folgenden Angaben ersetzen nicht die rechtsverbindliche Auskunft der Denkmalschutzbehörde.

## Bodendenkmäler der Gemeinde Niederwerrn

### Bodendenkmäler in der Gemarkung Niederwerrn
| Lage                   | Objekt | Akten-Nr.     | Bild |
| ---------------------- | --- | ------------- | ---- |
| Niederwerrn (Standort) | Siedlung der Linearbandkeramik. | D-6-5926-0029 |      |
| Niederwerrn (Standort) | Untertägige Teile der frühneuzeitlichen Evang. Pfarrkirche in Niederwerrn, Fundamente mittelalterlicher Vorgängerbauten sowie Körpergräber des Mittelalters und der Neuzeit. | D-6-5927-0069 |      |
| Niederwerrn (Standort) | Mittelalterlicher bis neuzeitlicher Erdstall. | D-6-5927-0070 |      |
| Niederwerrn (Standort) | Siedlung der Linearbandkeramik. | D-6-5927-0126 |      |
| Niederwerrn (Standort) | Siedlung der römischen Kaiserzeit oder des frühen Mittelalters. | D-6-5927-0199 |      |
| Niederwerrn (Standort) | Untertägige Teile und Fundamente abgegangener Bauten der ehemalige Niederungsburg Wiesenburg des Mittelalters und der frühen Neuzeit.                                        | D-6-5927-0200 |      |

### Bodendenkmäler in der Gemarkung Oberwerrn
| Lage                 | Objekt | Akten-Nr.     | Bild |
| -------------------- | --- | ------------- | ---- |
| Oberwerrn (Standort) | Siedlung vorgeschichtlicher Zeitstellung. | D-6-5926-0035 |      |
| Oberwerrn (Standort) | Archäologische Befunde des Mittelalters und der frühen Neuzeit, darunter Fundamente von Vorgängerbauten und Bestattungen, im Bereich der Kuratiekirche St. Bartholomäus von Oberwerrn innerhalb einer ehemaligen Kirchhofbefestigung. | D-6-5926-0142 |      |
| Oberwerrn (Standort) | Siedlung vorgeschichtlicher Zeitstellung. | D-6-5926-0198 |      |